# Ruysbroeck (Brabant flamand)
Pour les articles homonymes, voir Ruysbroeck.
Ruysbroeck, en néerlandais Ruisbroek, est une section de la commune belge de Leeuw-Saint-Pierre située en Région flamande dans la province du Brabant flamand.
La localité est située en périphérie bruxelloise.
Une autre commune fusionnée du même nom existe en province d'Anvers, dans l'entité de Puers.

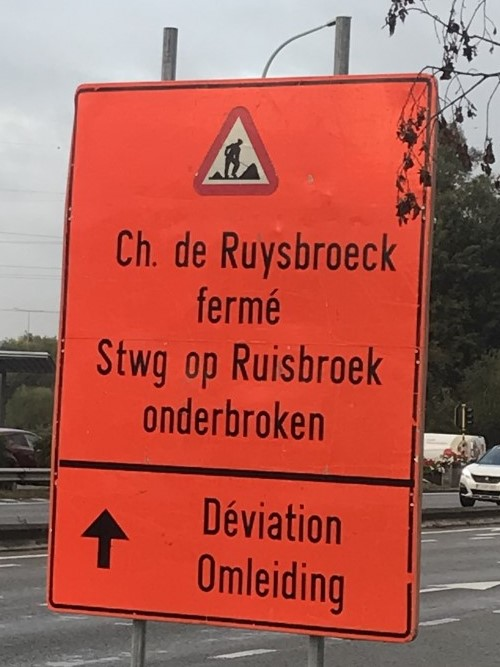
Panneau situé en région flamande sur la commune à facilité de Drogenbos à la frontière avec la section de Ruysbroeck

## Histoire
La section était une commune indépendante jusqu'en 1977 où elle fusionna avec Leeuw-Saint-Pierre.

## Personnalités liées à Ruysbroeck
- Jean de Ruysbroeck, mystique y serait né en 1293,
- Albéric O'Kelly de Galway, journaliste des échecs et grand joueur d'échecs belge, né à Ruysbroeck.
- Lara Fabian, chanteuse, a passé sa jeunesse à Ruysbroeck.